# 杨荐
杨荐（?—?），字承略，秦郡寧夷县（今陕西礼泉北）人，中国南北朝北魏、北周軍人、外交官，昌平郡太守楊宝之子。
杨荐幼年丧父，年轻时就有名声，性情廉谨，喜怒不形于色。北魏永安年間，高平人万俟丑奴自称天子，纵所部掠关中。杨荐随并州刺史尔朱天光出讨关陇，封高邑县男。杨荐赴夏州，为宇文泰属下帳内都督。534年，平定侯莫陳悦之乱，宇文泰派楊荐入洛陽，面见魏孝武帝。孝武帝任命宇文泰为关西大行台，楊荐任直閤将軍。当时馮翊長公主寡居，孝武帝想让她再嫁宇文泰，让武衛元毗传达此意。楊荐回到关中報告宇文泰，宇文泰再派遣楊荐到洛陽迎亲。孝武帝允许公主下嫁。孝武帝计划到关中，楊荐帮助计划的实施。孝武帝命楊荐「卿归语行台（宇文泰）迎我」。楊荐回到关中報告宇文泰，宇文泰派遣楊荐、宇文測迎接孝武帝。孝武帝到达長安，楊荐進爵清水县子。
535年，孝武帝死后，西魏文帝即位。西魏建国，柔然请求和親。宇文泰派遣楊荐、杨宽为使者出使柔然。西魏文帝和柔然的郁久閭皇后結亲。楊荐回来之后，進爵为侯。楊荐又出使柔然贈物。郁久閭皇后死后，宇文泰派遣僕射趙善到柔然再求婚姻。趙善至夏州，听说柔然通東魏，想要执拿使者。趙善于是逃归。宇文泰派楊荐带着黄金10斤・杂彩三百匹出使柔然，谴責柔然背信，再论结婚之意。柔然使者随楊荐至長安。
547年，侯景归顺西魏，楊荐奉命联络侯景。楊荐察觉侯景将图西魏，回到長安報告。侯景果然叛反。
550年，西魏軍攻打北齐。宇文泰害怕柔然乘虚攻打西魏，派遣楊荐結好柔然。楊荐進位使持節、驃騎大将軍、開府儀同三司，加侍中。
557年，北周建国，楊荐受位御伯大夫，进爵姚谷县公。出使突厥结亲。木杆可汗之弟地頭可汗阿史那庫頭居東方，和北齐通和，劝说其兄放弃和北周的婚約。计谋已定，就要把楊荐送到北齐。楊荐察知，高声抗議流涙。木杆可汗憮然：「幸无所疑，当共平东贼（北齐），然后发遣我女」。木汗可汗送楊荐回国，帮助北周讨伐北齐。楊荐回国，受位大将軍。564年，再次出使突厥，結納贈物。回国，代行小司馬。又代行大司徒。565年，跟随陳公宇文純到突厥迎接阿史那皇后，進南安郡公。568年，转任总管、梁州刺史。後病卒。

## 延伸阅读
[在维基数据编辑]
 《周書·卷33》，出自令狐德棻《周書》
 《北史/卷069》，出自李延壽《北史》